# スーパービンゴSP3
『スーパービンゴSP3』は、2009年11月にベルコより販売された5号機パチスロ機である。保通協における型式名も同じ。
2002年に4号機でAT機として発売された『スーパービンゴ』や、2007年に5号機でART機として発売された『スーパービンゴV』の後継機。

## 概要
本機は、ベルコ伝統の7セグデジタルにより、ボーナス当選やART突入を様々に演出している。
ボーナスは、224枚の払い出しで終了するビッグボーナスと、ART突入契機である赤7リプレイの2種。

## ボーナス
ボーナスは2種類あり、終了後は3択リプレイ取りこぼしで通常状態に戻る。
- ビッグボーナス(BB)：224枚の払い出し(純増150枚)で終了。終了後はARTへ突入する。
- ボーナスゲーム(ART)：???枚の払い出し(純増10枚～3500枚)で終了。

## ARTについて
スーパービンゴSP3のARTは差枚数型のARTであり、規定純増枚数に到達で終了となる。そのため、規定枚数残り100枚の時に3ベットし、9枚の払い出しがあった場合は残り規定枚数94枚になる。
スーパービンゴ伝統の「Hooah!!（ふぅあ）」の声が鳴り響くと、ART規定枚数が1段階上がる。100なら500、そしてまたHooah!!が発生すれば1000、1500、2000、2500、3000…と、最大3500枚まで上がっていく。
ARTの純増枚数は2枚/G。

## ペナルティについて
スーパービンゴSP3は小役を押し順で振り分けているため、通常時に順押し以外で消化したり、ART中に押し順を無視するとペナルティが発生する。ボーナス突入率が極端に下がったり、ART規定枚数が10枚になる、ART中なら継続率が下がる等のデメリットがある。

## カウントダウンゲームについて
この演出もスーパービンゴの伝統であり、継承されている。ART規定枚数を19枚以下まで消化するとBGMが変わる。規定枚数が0枚まで消化する前にBGMが停止すると、ART枚数の上乗せが確定する。規定枚数が残り16枚の時に上乗せ500枚に当選した場合は、規定枚数516枚から再開となる。